# Condado de Loving
El condado de Loving (Loving County, en inglés) es un condado ubicado en el estado de Texas, Estados Unidos. De acuerdo con estimaciones de la Oficina del Censo de Estados Unidos, para el 1 de julio de 2004, es el condado menos poblado de todo Estados Unidos, pues solo cuenta con 52 residentes. La población ha ido declinando en los últimos años, en un 35% entre 1990 y 2000; y, un 22% entre 2000 y 2004. La sede del condado de Loving, se ubica en la localidad de Mentone, la cual es la única ciudad de dicho condado. El censo de población de 2010 dio como resultado un total de 82 habitantes en el condado, conservando así, el título como el condado menos poblado de los Estados Unidos.

## Características Generales

### Historia
El condado de Loving, se fundó en 1887, fue nombrado así en honor de 
Oliver Loving.

### Geografía
El condado de Loving, cuenta con una superficie de 1,753 km², de los cuales 1,743 km², corresponden a tierras y sólo 10 km², son de aguas.

### Condados adyacentes
- Lea, Nuevo México. (Norte)
- Winkler, Texas. (Este)
- Ward, Texas. (Sureste)
- Reeves, Texas. (Sur y oeste)
- Eddy, Nuevo México. (Noroeste)

### Demografía
El condado de Loving, registró una población de 67 habitantes en el censo de 2000, en 31 viviendas y 19 familias. La densidad de población fue de 0.03 habs/km². Sólo 7 personas de origen hispano habitaban el condado, los 60 restantes eran anglos de raza blanca.